# フェッランディーナ
フェッランディーナ（イタリア語: Ferrandina）は、イタリア共和国バジリカータ州マテーラ県にある、人口約8,600人の基礎自治体（コムーネ）。

## 地理

### 位置・広がり

#### 隣接コムーネ
隣接するコムーネは以下の通り。
- クラーコ
- グロットレ
- ミリオーニコ
- ピスティッチ
- ポマーリコ
- サランドラ
- サン・マウロ・フォルテ